# گاردین لایف
گاردین لایف (انگلیسی: Guardian Life) شرکت بیمه آمریکایی است، که در سال ۱۸۶۰ تأسیس شد.